# Sergio Caballero
Sergio Caballero Lecha  (Barcelona, 1966) es un artista multidisciplinar adentrado en la composición electrónica, las artes plásticas, el arte conceptual y en los últimos años en la dirección cinematográfica. Es uno de los tres directores del Festival de Música Avanzada y Arte Multimedia Sónar y responsable de su controvertida imagen gráfica. 
Su obra se caracteriza por el humor provocativo y salvaje de historias imposibles. Se considera autodidacta. Defensor del uso de la tecnología y su distribución digital, cree que la democratización de la distribución de la cultura a través de la red es imparable y que hay que actualizarse en la búsqueda de nuevas fórmulas.

## Trayectoria profesional

### Los Rinos
Estudiaba música en el Conservatorio Superior de Música del Liceo de Barcelona mientras participaba ya el grupo de terrorismo plástico Los Rinos. Los Rinos fue un grupo de arte total nacido en Cataluña activo entre 1985 y 1992 formado por Marcel.lí Antúnez Roca, cofundador de La Fura dels Baus, Sergio Caballero y el pintor Pau Nubiola. Su trabajo está considerado entre el post-humor y la provocación en el arte contemporáneo.
En julio de 2020, el MACBA de Barcelona incluyó una amplia representación de su trayectoria en la exposición Acción. Una historia provisional de los noventa comisariada por Ferran Barenblit. La muestra incluyó las fotografías de Núria Andreu que trazan un recorrido por su trabajo, amplia documentación, piezas de arte postal, ediciones y vídeos así como sus singulares vestimentas.

### Jumo
Muy vinculado a la escena de música electrónica de la Barcelona de la época en 1987 junto con el músico Enric Palau crean el grupo de música electrónica Jumo. En su estudio de grabación Jumolándia nacieron muchas colaboraciones con artistas o grupos como Victor Nubla, La Fura dels Baus, Zush o Peanut Pie, entre otros. En 1989 graban para el sello Good Luck Transplant (Trasplante de buena suerte), un Maxi de música electrónica titulado 'House souvenirs' (Casa de recuerdos), que incluía los temas ‘House souvenirs’ y ‘Ya déjame en paz, caramba!’ En 1992 fueron los encargados de coordinar la producción musical para el pabellón de España en la Expo´92 de Sevilla.

### Festival Sónar
Sergio Caballero con Enric Palau y el periodista Ricard Robles, tras dos años de diseñar el proyecto, convocaron en 1994 la primera edición del Festival Sónar, considerado, 30 años después, como uno de los festivales de música electrónica más influyentes del mundo. Sergio Caballero además de codirigir el festival es el responsable de su imagen.  La imagen ha sido siempre uno de los principales atractivos del festival, alejada de los motivos habituales de la música electrónica y caracterizada por el humor y la transgresión.En 2018, el Festival Sónar celebró su 25 aniversario con la exposición "Ni Flyers, ni pósters: 25 años de imagen Sónar", un recorrido experiencial por la imagen del festival en el Centro Cultural Metropolitano Tecla Sala de Hospitalet de Llobregat.

### Música para danza
Desde 2004 Caballero forma tándem con el compositor Pedro Alcalde, con el que ha creado ocho composiciones musicales para el coreógrafo Nacho Duato con la Compañía Nacional de Danza  y el Staatsballett de Berlín.  A destacar Herrumbre (2004) Gran Teatro del Liceo de Barcelona, Alas (2006) Teatro Real de Madrid, Jardín infinito (2010) una producción del Chekhov International Festival de Moscú, Static Time (2015) Staatsoper Berlin, Erde (2017) Ópera Cómica de Berlín.

### Artes plásticas
En 1989, realiza su primera exposición individual Sergio Caballero Famoso en el Mundo Entero en la galería Lino Silverstein de Barcelona. Con sus pinturas, Caballero se ríe del culto a la personalidad en el mundo del arte y del valor de la firma por encima de la obra en sí.Dentro del ciclo "5 valores para el próximo milenio", comisariado por Rosa Martínez en la Sala Montcada de la Fundación "La Caixa" de Barcelona, realiza en 1993 la exposición sobre el tema de la ironía: "El Clamor de la Humanidad me Oprime por su Tumulto me Veo Privado del Sueño". En 2011 expone en la sala Mutt de Barcelona Abstracción en el establo, una vuelta a la pintura, al expresionismo abstracto más académico, pero en este caso compartiendo autoría de las obras junto a un caballo holandés de pura raza.

### Cine
En 2010 estrenó su primer largometraje, Finisterrae, donde mezcla sus gustos, obsesiones y su particular sentido del humor. La película, protagonizada por Pau Nubiola narra la historia de dos fantasmas que cansados de transitar por el territorio de las penumbras, deciden realizar el Camino de Santiago hasta el fin del mundo para una vez allí, empezar una etapa terrenal en la que van encontrando extraños personajes. La película fue premiada con el “Tiger Award” en el 40.º Festival Internacional de Cine de Róterdam, en el “Ars Independent” de Katowice de Polonia y seleccionada en más de 60 festivales en todo el mundo. 
En 2012 inició otro proyecto cinematográfico La Distancia que se estrena en 2014. Un  relato ambientado en una central térmica siberiana abandonada y con la presencia de tres enanos rusos telépatas, un artista de 'performance' austriaco, un cubo que habla japonés mediante haikus y una crupier-tarotista interpretada por la actriz porno Sophie Evans. La película se estrenó en el 43.er Festival Internacional de Cine de Róterdam, y desde entonces ha recorrido más de veinte festivales de Brasil, Reino Unido, Australia, Sudáfrica, Corea del Sur y Taiwán, entre otros.
En 2014 estrena el cortometraje de ficción Ancha es Castilla / N’importe quoi (25') una película de terror y comedia que narra la historia de un niño poseído por el diablo y los exorcismos que practica con su familia con el fin de desalojar al mal. El cortometraje se proyectó en el Museo Hirshhorn Instituto Smithsoniano, Washington D. C., EE. UU., y en el Museum of Contemporary Art de Sydney, Australia, entre otros.
En 2019 escribe y dirige el corto 'Je te tiens', que narra el viaje en coche de una madre y una hija por inquietantes mundos. La madre (Ángela Molina) intenta convencer a su hija (Virginia Rousse) que no se suicide. La película fue seleccionada y estrenada en la Quincena de Realizadores de Cannes, Francia.

### 4 Kilos Vinícola
En 2006, Francesc Grimalt y Sergio Caballero crean en Mallorca 4Kilos Vinícola, una empresa dedicada a elaborar vinos con el objetivo de "reflejar la fuerza de las uvas autóctonas y sus matices, pero con un enfoque y presentación diferentes".  El nombre de “4Kilos” proviene de la inversión inicial en pesetas de sus dos socios (es decir, 4 millones de pesetas). Desde el 2009, con la colaboración de la fundación Esment, fundan la bodega Gallinas y Focas.

## Obras
Arte plástico, instalaciones y performance Los Rinos Sergio Caballero/ Marcel.lí Antúnez / Pau Nubiola
- Rinodigestió (1987)
- Concierto rinonovacançorap (1988)
- Performance Stomac Comunication (1988)
- Los Rinos: Voz, verdad, leche y amistad (1989)
- 1ª Conferència a Rinolàcxia’91 (1991)

Exposiciones individuales de arte plástico
- Sergio Caballero Famoso en el Mundo Entero (1989)
- El Clamor de la Humanidad me Oprime por su Tumulto me Veo Privado del Sueño (1993)
- Abstracción en el establo (2011)
- "Ni Flyers, ni pósters: 25 años de imagen Sónar" (2018)

Música electrónica Jumo  Sergio Caballero / Enric Palau
- House souvenirs (Casa de recuerdos),  los temas ‘House souvenirs’ y ‘Ya déjame en paz, caramba!’ (1989)

Música para Ballet Sergio Caballero / Pedro Alcade:
- Herrumbre (coreografía: Nacho Duato, CND, 2004)
- Diecisiete (coreografía: Nacho Duato, CND, 2005)
- Alas (coreografía: Nacho Duato, CND, 2006)
- Hevel (coreografía: Nacho Duato, CND, 2007)
- Cobalto (coreografía: Nacho Duato, CND, 2009)
- Jardín infinito (coreografía: Nacho Duato, CND, 2010)
- Static Time (coreografía: Nacho Duato, CND, 2015)
- Erde (coreografía: Nacho Duato, CND, 2017)

Interacción
Sergio Caballero/Pedro Alcalde
- PN-1 con Richie Hawtin: Mind Encode (2005)
- PN-2 con Richie Hawtin: Circles (2005)

Cine
- Finisterrae (2010)
- La Distancia (2014)
- Ancha es Castilla / N’importe quoi (2014) Corto
- Je te tiens (2019) Corto

Musica
- Concierto para cuatro pianos con Lolo y Sosaku (2020)

## Premios
- 2011Tiger Award en el 40.º Festival International de Cine de Róterdam por la película Finisterrae[10]
- 2014 Premio Nacional de Cataluña otorgado a Sónar como representación del "trabajo creativo de Cataluña"[11]